# 8. Jahrhundert v. Chr.
Portal Geschichte | Portal Biografien | Aktuelle Ereignisse | Jahreskalender | Tagesartikel

◄ |
2. Jt. v. Chr. |
1. Jahrtausend v. Chr. |  

◄ |
10. Jh. v. Chr. |
9. Jh. v. Chr. |
8. Jahrhundert v. Chr. |
7. Jh. v. Chr. |
6. Jh. v. Chr. |
►
Das 8. Jahrhundert v. Chr. begann am 1. Januar 800 v. Chr. und endete am 31. Dezember 701 v. Chr.

## Zeitalter/Epoche
- Die Olmeken in Mittelamerika legen erste städtische Zentren an

Olmekischer Kulturbereich Golfküste Mexikos

- Klassische Zeit der frühen mexikanischen Stadtstaaten wie Tlatilco und Cuicuilco

## Ereignisse/Entwicklungen

### Vorderasien

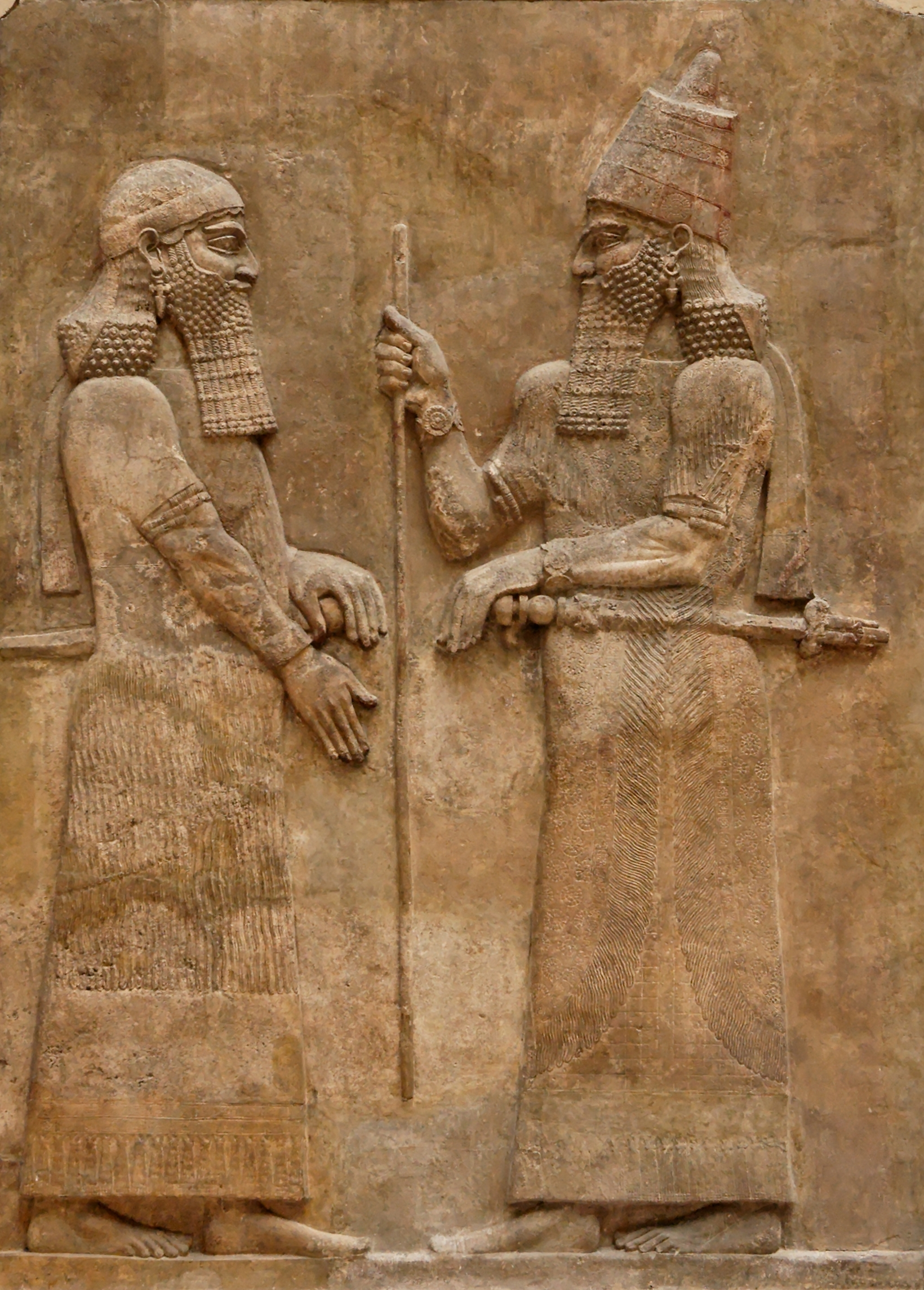
Sargon II. und ein Würdenträger

- 787 v. Chr.: Gilt manchen Quellen als Todesjahr des israelitischen Königs Joasch.[1] Das Jahr wurde in der Ägyptologie des 19. Jahrhunderts als möglicher Beginn der 23. Dynastie im alten Ägypten errechnet.[2] Der einem königlichen Schreiber im alten Ägypten zugerechnete „Granitsarkophag Nr. 23“ in Britischen Museum weist die Sternenkonstellation vom 29. Dezember 787 v. Chr. auf.[3]
- 756 v. Chr.: Gründung der Stadt Kyzikos in Kleinasien durch Griechen aus Milet nach Eusebius von Caesarea, der aber auch noch ein jüngeres Gründungsdatum (679 v. Chr.) angibt.
- 747 v. Chr., 26. Februar: Nach Claudius Ptolemäus beginnt die Regierungszeit des babylonischen Königs Nabû-naṣir. Die babylonische Mathematik wird von der Nabunasirischen Zeitrechnung mitgeprägt und auf Tontafeln festgehaltene Himmelsereignisse lassen sich nach ihr zeitlich ordnen.
- 733 v. Chr.: Syrisch-Ephraimitischer Krieg

Geopolitische Kräfte- und Herrschaftszentren im Vorderen Orient um 800 v. Chr.

- 731 v. Chr.: Die Mondfinsternis vom 9. April 731 v. Chr. wird von einem babylonischen Astronomen auf einer Keilschrifttafel protokolliert.
- 722 v. Chr.: Israel: Während der Regentschaft des israelitischen Königs Hoschea werden das Nordreich Israel und seine Hauptstadt Samaria durch den assyrischen König Salmanassar V. oder seinen Nachfolger Sargon II. erobert. Er lässt das Land durch Menschen aus Babel, Kuta, Awa, Hamat und Sefarwajim besiedeln – dies ist das Ende des israelitischen Reichs.
- 715 v. Chr.: Das medische Reich entsteht.
- 707 oder 706 v. Chr.: Die neue Residenz und Hauptstadt Assyriens, Dur Scharrukin, wird eingeweiht.
- 701 v. Chr.: Belagerung Jerusalems durch die Assyrer zur Zeit der Herrschaft von Hiskija durch Sîn-aḫḫe-eriba

### Mittelmeergebiet
- 776 v. Chr.: Angeblich finden die ersten Olympischen Spiele der Antike statt.

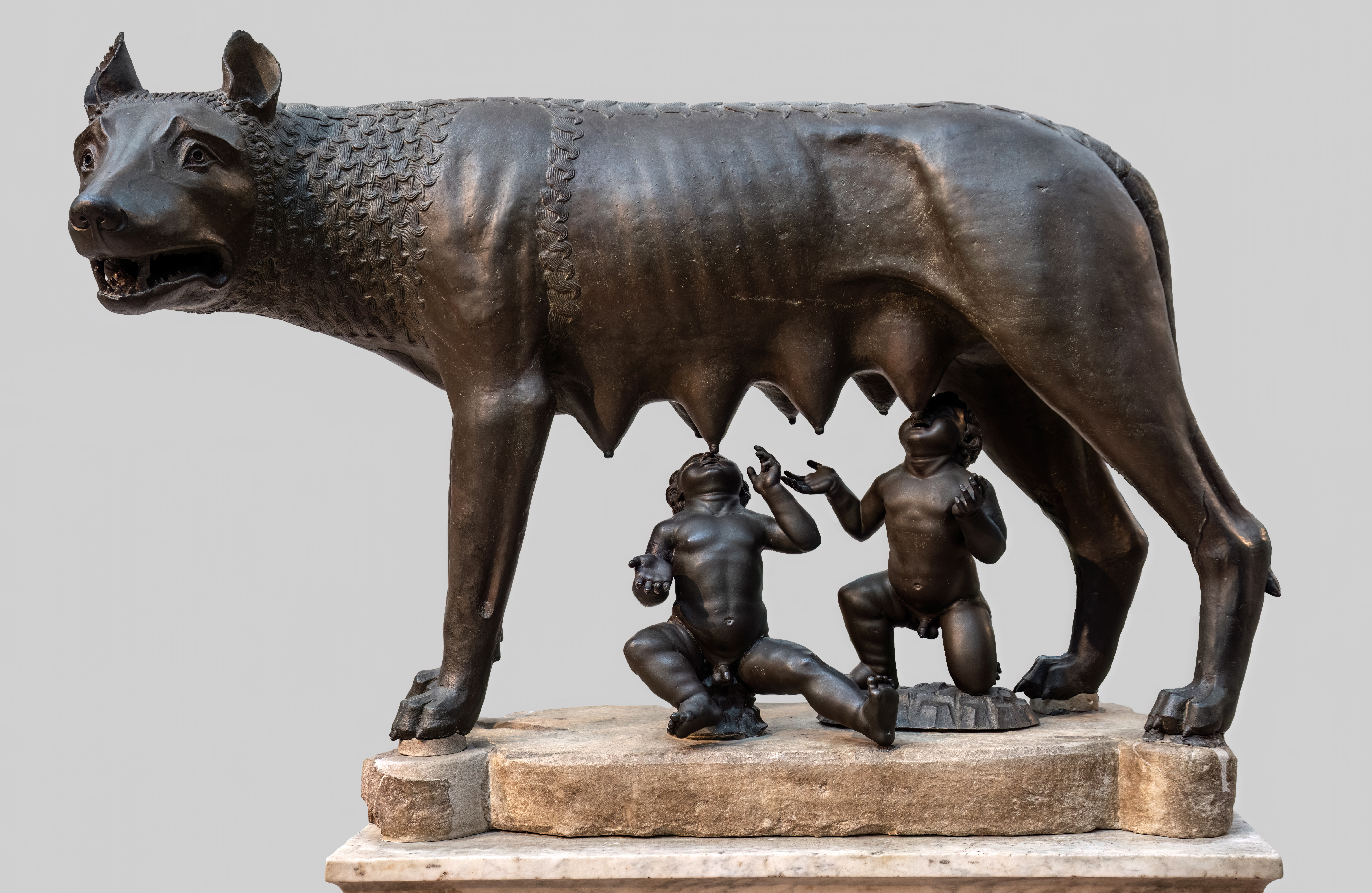
Die kapitolinische Wölfin säugt die Knaben Romulus und Remus

Chalkis und Eretria auf der Lelantischen Ebene

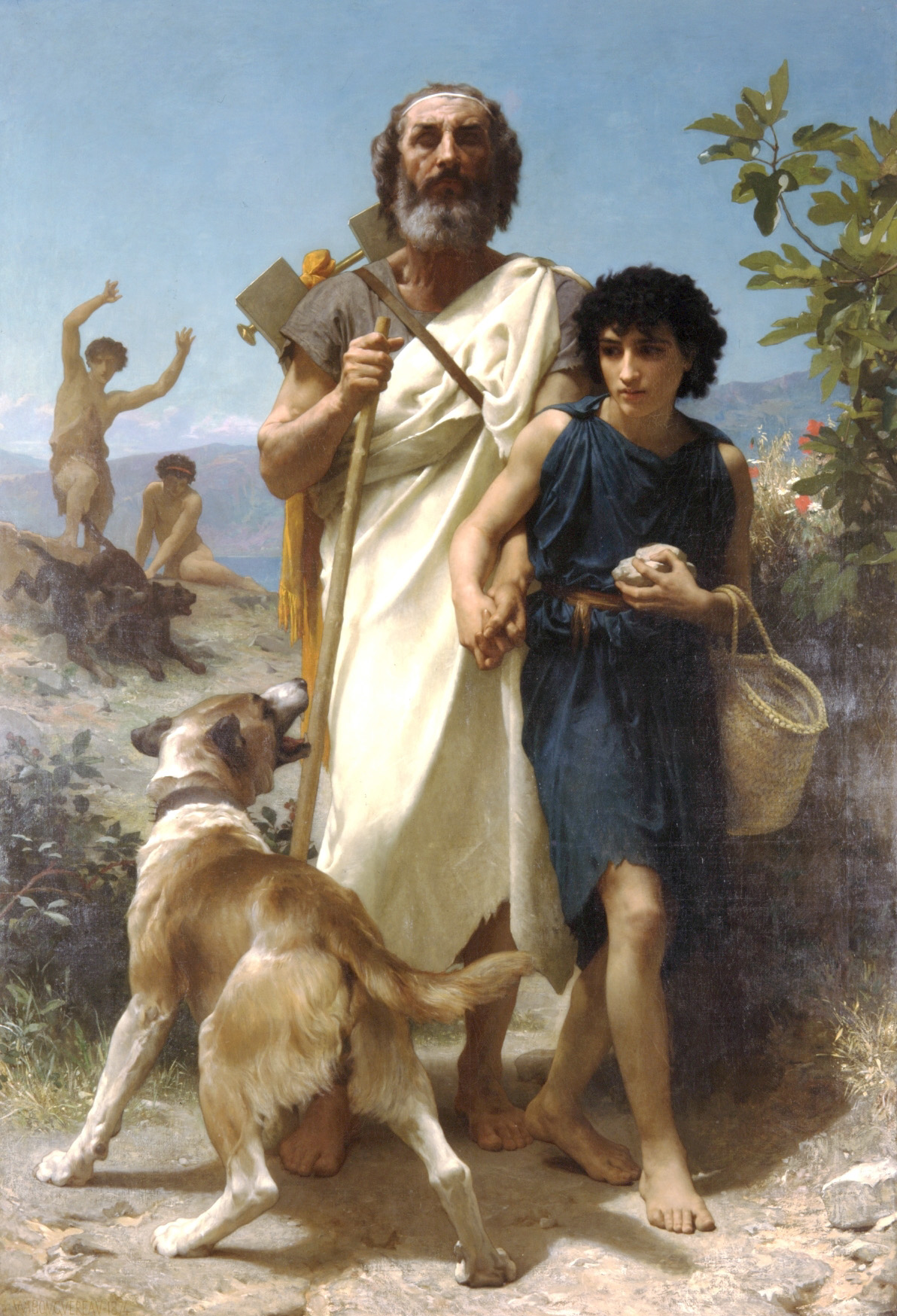
Der blinde Homer wird geführt (William Adolphe Bouguereau, 1874)

- Erste Hälfte des Jahrhunderts – Kolonisten aus Paros siedeln sich auf der Insel Thasos an und gründen Handelsniederlassungen am gegenüberliegenden Festland zwischen Strymon und Nestos.
- Um 770 v. Chr.: Besiedlung der Insel Ischia durch griechische Kolonisten aus Chalkis und Eretria (siehe Pithekoussai).
- 753 v. Chr., 21. April: Sagenhafte Gründung Roms durch Romulus. Beginn der Zeitskala des römischen Kalenders.
- 751 v. Chr.: Altes Ägypten: Beginn der 25. Dynastie
- Um 750 v. Chr.: Griechische Siedler aus Ischia siedeln auf das Festland über und gründen Kyme.
- 735 v. Chr.: (nach Thukydides) Gründung von Naxos als erste griechische Kolonie auf Sizilien. Beginn der „Großen Griechischen Kolonisation“.
- 734 v. Chr.: Korinthische Siedler gründen Syrakus auf Sizilien.
- 716 v. Chr.: Gründung von Zankle, heute Messina.
- Um 710 v. Chr.: Ausbruch des Lelantischen Krieges zwischen Chalkis und Eretria.
- 706 v. Chr.: Gründung von Tarent.
- Um 700 v. Chr.: Zerstörung Lefkandis („Alt-Eretria“) im Lelantischen Krieg.
- Einwanderungswellen von Griechenland nach Anatolien: Mehrere Städte entstehen.
- Keltische Stämme wandern nach Britannien ein.

### China
- 771 v. Chr.: Einfall der Frühhunnen (turuk) in China, Ende der Westlichen Zhou-Dynastie.
- 770 v. Chr.: Mit der Thronbesteigung des Königs Ping von Zhou beginnt die Östliche Zhou-Dynastie in China.
- 763 v. Chr., 8. Juni: Die tagesgenaue Aufzeichnung einer Sonnenfinsternis in der Eponymenliste ermöglicht die Zusammenführung der damaligen chinesischen Kalender und des heutigen Kalenders bis auf den Tag genau.[4]

### Mitteleuropa
- In Mitteleuropa endet die Bronzezeit; die ältere Eisenzeit, die so genannte Hallstattzeit beginnt.

## Persönlichkeiten
- Jimmu, mythischer japanischer Kaiser (* 1. Januar 711 v. Chr.; † 11. März 585 v. Chr.)
- Wirkungszeit der Propheten Israels Amos, Hosea, Jesaja und Micha
- Homer, griechischer Dichter und Sänger, verfasste Ilias und Odyssee in Schriftform.
- Midas, König des Phrygerreichs seit mindestens 738 v. Chr., stirbt vermutlich 696 v. Chr.
- Sargon II., König des neuassyrischen Reiches von 721 bis 705 v. Chr.
- Olympos